# Anton Noder

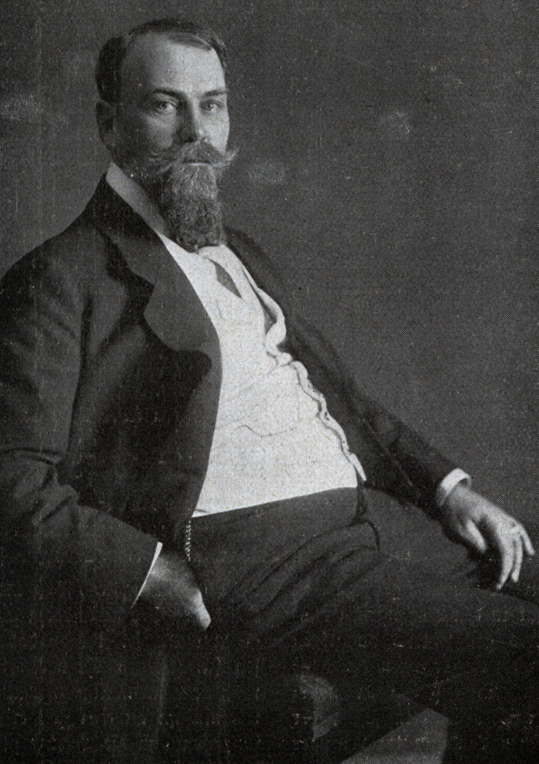
Anton Noder

Anton Alfred Noder (* 29. Juli 1864 in München; † 7. Mai 1936), mit dem Künstlernamen A. De Nora, war ein Arzt und Dichter.

## Leben
Anton Alfred Noder wurde am 29. Juli 1864 in München geboren. Weil sein Vater als Landarzt in schwäbischen und fränkischen Landstädtchen tätig war, verbrachte er seine Jugend überwiegend auf dem Land. Die Schule besuchte er in Kempten, Neuburg und München. Ab 1882 studierte Noder an der Münchener Universität Medizin und arbeitete nach seiner Promotion zum Dr. med. 1889 als Arzt in Türkheim, und ab 1910 in München. Bereits seit 1896 veröffentlichte er Gedichte und Novellen, später Romane. Daneben schrieb er Feuilletons und war einer der Hauptmitarbeiter der Zeitschrift Jugend.
Unter seinen zahlreichen Novellen finden sich manche, in denen er subtil und mit psychologischem Geschick die Handlungsmotive des Protagonisten ausleuchtet, so etwa die eines Mörders in 'Das lockende Blut'. Viele haben einen historischen Hintergrund. Aber er schrieb auch solche mit groteskem oder satirischem Inhalt. Noder ist Autor einiger Romane wie Giorgione, Die Täuscher und legte in zwei Bänden biografische Erinnerungen vor: Erinnerungen eines Arztes und Dichters sowie Am Färbergraben, in denen er ausführlich über die Zeitschrift 'Jugend' und ihre Mitarbeiter berichtet.

## Werke
- Der schwarze Mann und andere Sachen, um böse Kinder brav zu machen. Ein lustiges Bilderbuch für Kinder von 3 bis 6 Jahren. Seitz & Schauer, München 1897.
- Stürmisches Blut. Hundert Gedichte. Staackmann, Leipzig 1905.
- Ruhloses Herz. Gedichte. Staackmann, Leipzig 1907.
- Maxl Bierjung. Naturgeschichte eines Pennälers. Staackmann, Leipzig o. J. (1908).
- Nazi Semmelbachers Hochzeitsreise. Staackmann, Leipzig 1910.
- Meine Käfersammlung (Species Borussicae). Humoristisch-satirische Jugend-Bilderbogen aus Preußen. Staackmann, Leipzig 1911.
- Die sieben Schelme von Großlichtheim. Ein fröhliches Plauderbuch. Staackmann, Leipzig 1913.
- Hochsommer. Neue Gedichte. Staackmann, Leipzig 1912.
- Madonnen. Ein Cyclus. Staackmann, Leipzig 1913.
- Erfüllung. Neue Gedichte. Staackmann, Leipzig 1917.
- Stunden. Neue Novellen. Staackmann, Leipzig 1917.
- Totentanz. Ein Dutzend Novelletten. Staackmann, Leipzig 1918.
- Die Rächer. Novelle aus der Revolutionszeit. Staackmann, Leipzig 1919.
- Der Liftboy. Novellen, Grotesken und Skizzen. Staackmann, Leipzig 1920.
- Die Täuscher. Ein Bauernroman aus Schwaben. Staackmann, leipzig 1922.
- Henker, Heilige, Hetären. Zehn Novellen. Staackmann, Leipzig 1928.
- Giorgione. Roman. Staackmann, Leipzig 1929.
- Erinnerungen eines Arztes und Dichters. Staackmann, Leipzig 1930.
- Am Färbergraben. Erinnerungen um die Jahrhundertwende. Staackmann, Leipzig 1932.